# Förch (Unternehmen)
Die Förch-Unternehmensgruppe ist ein Direktvertriebsunternehmen für Werkstattbedarf, Montage- und Befestigungsartikel mit Sitz in Neuenstadt-Kochertürn und hat rund 3.400 Mitarbeiter weltweit, von denen über die Hälfte im Außendienst tätig ist. Förch betreibt 22 eigene Ländergesellschaften und hat über 50 Ländervertretungen. In Deutschland betreibt Förch 33 Verkaufsniederlassungen.

## Geschichte

### 1960er-Jahre
Im Jahr 1963 gründete Theo Förch in der elterlichen Scheune in Neuenstadt-Kochertürn das Unternehmen zum Zweck des Handels mit Schrauben und Kleinteilen unter dem Namen „Theo Förch OHG“. Die Produkte waren anfangs auf das Kfz-Handwerk ausgerichtet. Am 22. November 1963 wurde das erste Schraubenpaket an einen Kunden verschickt. Anfangs umfasste das Sortiment rund 5.000 Produkte. 1966 gründete Förch in Paderborn die erste Verkaufsniederlassung. 1969 wurde in Verona die erste Auslandsgesellschaft gegründet. Die erste Firmenhalle auf dem heutigen Gelände am Ortsrand von Kochertürn wurde 1969 bezogen. Im selben Jahr wurde der Firmenname in „Förch-Beteiligungs-GmbH“ und 1977 zu „Theo Förch GmbH & Co. KG“ geändert.
Auf dem Firmengelände entstand 1973 das erste Bürogebäude. Im Jahr 1977 gründete Förch eine Tochtergesellschaft in Österreich. Zu Beginn der 1980er-Jahre baute Förch eine zweite Lagerhalle in Kochertürn. 1988, im 25. Jahr des Bestehens, hatte Förch 200 Mitarbeiter und einen Umsatz von 25 Millionen D-Mark. Nach der Wiedervereinigung 1989 expandiert Förch im folgenden Jahr mit der Eröffnung der Verkaufsniederlassung in Zwickau in die Neuen Bundesländer. Im Januar 1994 wurde eine separate Vertriebsorganisation für das Bauhandwerk geschaffen. Diese bildete ein zweites Standbein neben der Zielgruppe Kfz. Zum 60. Geburtstag von Theo Förch 1996 wurde die Ortsstraße entlang des Firmengeländes in „Theo-Förch-Straße“ umbenannt.
2002 überstieg der Umsatz erstmals die 100-Millionen-Euro-Marke. 2006 baute Förch auf einem neu erworbenen Gelände in Neuenstadt das INNOCenter, ein Gebäudekomplex mit einer Halle zur Durchführung von Messen, Schulungen und Kundenevents. 2007 errichtete Förch am Stammsitz in Kochertürn ein vollautomatisiertes Logistikzentrum. Im selben Jahr erhielt Theo Förch für sein Lebenswerk die Wirtschaftsmedaille des Landes Baden-Württemberg.
Durch die Corona-Pandemie wurde das Hauptgeschäft von Förch, der direkte Kundenkontakt über den Außendienst, stark eingeschränkt. Die Umsätze verlagerten sich teilweise in den Bereich E-Commerce. 2021 wurde das neue Verwaltungsgebäude 5 am INNOCenter in Neuenstadt eingeweiht. Das vierstöckige Bürogebäude hat insgesamt 2700 Quadratmeter Bürofläche plus 300 Quadratmeter Betriebsrestaurant und bietet Platz für 300 Mitarbeiter. 2021 erreichte der Umsatz erstmals eine halbe Milliarde Euro.

## Unternehmensstruktur
Die Unternehmensgruppe besteht aus der Konzernholding Förch Holding GmbH, deren Tochtergesellschaft Theo Förch GmbH & Co. KG, die als deutsche Muttergesellschaft agiert, sowie 22 Tochtergesellschaften in Europa. Darüber hinaus ist Förch durch ein Vertriebspartnernetz in über 50 Ländern präsent. Die Theo Förch GmbH & Co. KG unterteilt sich in drei primäre Vertriebsbereiche: Kfz-Handwerk, Bauhandwerk sowie Industrie- und Betriebswerkstätten. Innerhalb von Deutschland bestehen 33 Verkaufsniederlassungen.

## Produkte
Das Sortiment umfasst mehr als 100.000 Artikel der Bereiche Werkstattbedarf, Montage- und Befestigungsartikel. Eingeteilt ist das Sortiment in die Sparten Holz & Bau, Kfz & Nfz, Metall & Haustechnik sowie Arbeitsbekleidung. Außerdem bietet Förch Dienstleistungen im Baustellen- und Gefahrstoffmanagement. Die Produkte werden über den Außendienst direkt beim Kunden vertrieben, ergänzt um einen Online-Shop, die Verkaufsniederlassungen und den Telefonverkauf. Der Verkauf erfolgt ausschließlich an Gewerbetreibende. Heute vertreibt die Förch-Unternehmensgruppe ihre Produkte an 300.000 Kunden weltweit, mit Fokus auf Europa.

## Sponsoring
Förch ist Hauptsponsor des Handballvereins HSG Kochertürn/Stein, und der Fußballvereine der SGM Stein/Kochertürn/Neuenstadt. Außerdem ist Förch Hauptsponsor beim jährlich in Neuenstadt am Kocher stattfindenden Motorman Run und beim Blacksheep Festival in Bonfeld. Zudem unterstützt Förch weitere regionale Vereine durch Sponsorentätigkeit.

### Förch Racing
Förch verfügt seit 2010 mit Förch Racing über einen eigenen Rennstall, der seit 2021 am Porsche Sportscup teilnimmt. Zuvor war Förch Racing viele Jahre am Porsche Carrera Cup und Porsche Mobil 1 Supercup beteiligt. Teamchef von Förch Racing ist seit 2019 Robert Lukas.